# Péder
Péder (szlovákul: Peder) község Szlovákiában, a Kassai kerület Kassa-környéki járásában.

## Fekvése
Kassától 29 km-re délnyugatra, a Bódva jobb partján.

## Története
1275-ben „Pudur" néven említették először, temploma 1317-ben már állt. A 18. század elején a hadi események és járványok következtében elnéptelenedett, de még e század folyamán református magyarokkal újratelepítették. 1772-ben 9 jobbágy és 9 zsellércsalád élt a településen. A 18. századtól görögkatolikusok is települtek a községbe, majd a 19. század elején németek is érkeztek ide.
A 18. század végén Vályi András így írt róla: „PÉDER. Magyar falu Abaúj Vármegyében, földes Urai több Uraságok, lakosai leginkább reformátusok, fekszik Jánoknak szomszédságában, mellynek filiája; ámbár épűletre való fája nints, de egyéb javai jelesek lévén, első osztálybéli."
Fényes Elek 1851-ben kiadott geográfiai szótárában így írt a faluról: „Péder, magyar–német falu, Abauj-Torna vmegyében, a Kanyapta mocsár mellett: 282 kath., 20 evang., 465 ref., 32 zsidó lak. Ref. anyaszentegyház. Rétje, legelője, nádja bőséggel. F. u. többen. Ut. p. Meczenzéf."
Borovszky monográfiasorozatának Abaúj-Torna vármegyét tárgyaló része szerint: „Péder, 72 házzal és 443 magyar lakossal. Postája Jánok, távirója Szepsi."
A 19. század végén és a 20. század elején sok lakosa kivándorolt a tengerentúlra. A trianoni diktátumig Abaúj-Torna vármegye Tornai járásához tartozott, ezután az új csehszlovák állam része lett. 1938 és 1945 között újra Magyarország része.

## Népessége
| Év:            | 1994. | 2004.    | 2014.   | 2024.   |
| -------------- | ----- | -------- | ------- | ------- |
| Emberek száma: | 349   | 406      | 414     | 378     |
| Eltérés:       |       | +16,33 % | +1,97 % | -8,69 % |

| Év:            | 2023. | 2024.   |
| -------------- | ----- | ------- |
| Emberek száma: | 382   | 378     |
| Eltérés:       |       | -1,04 % |

1910-ben 388-an, túlnyomórészt magyarok lakták.
1939-ben 420 lakosa volt, 1 fő kivételével mind magyar.
2001-ben 382-en lakták: 310 magyar és 43 szlovák.
2011-ben 394 lakosából 296 magyar és 86 szlovák.

## Nevezetességei
- Református temploma – eredetileg katolikus templom volt – 13. századi eredetű, később többször átépítették. Gótikus falfestményeit lefestették. Régi fatornya helyett 1923-ban új kőtornyot építettek. A templom a falu északi részében található (az úgynevezett Kis-Péderben).
- Római katolikus temploma az 1920-as években épült.
- Nyomárkay-kúria – a falu egykori földesurának volt a tulajdona, jelenleg magánlakás. Az épület a falu központi részében található, nem messze az iskolától, pár méterre a buszmegállótól.
- Vendéghy-kúria – a nemesi Vendéghy-család tulajdona volt, most szintén magánlakás. Az 1540-es és 1570-es évek között Vendéghy György volt a szolgabíró, tehát Péder Abaúj vármegye egyik járási székhelye volt. Az épület a falu északnyugati részében található.[6]
- Az élet fája című szobor – 2009 májusában avatták fel a Nyomárkay kúria előtt. A szobor Rácz László és Rácz Péter műve, Szabó Ottó terve alapján készült.

## Testvértelepülések
- Ürmös (Brassó megye)